# Nathan Jackson

Zawodnik Indiana Hoosiers

Nathan "Nate" Dyamin Jackson (ur. 25 sierpnia 1994) – amerykański zapaśnik walczący w stylu wolnym. Złoty medalista mistrzostw panamerykańskich w 2021 i 2024. Pierwszy w Pucharze Świata w 2022 roku.
Zawodnik Marian Catholic High School z Chicago Heights i Indiana University Bloomington. Dwa razy All-American (2016 i 2017) w NCAA Division I, piąty w 2016; ósmy w 2017 roku.